# Geltwil
Geltwil (gsw. Gältel) – gmina (niem. Einwohnergemeinde) w Szwajcarii, w kantonie Argowia, w okręgu Muri. Liczy 221 mieszkańców (31 grudnia 2020). Pod względem liczby mieszkańców najmniejsza gmina w okręgu.